# Luz María
A Luz María 1998 és 1999 között vetített perui telenovella, amelyet Delia Fiallo alkotott. A főbb szerepekben Angie Cepeda, Christian Meier, Teddy Guzmán, Jesús Delaveaux, Rosalinda Serfaty és Mariela Alcalá látható.
Peruban az América Televisión 1998. június 1-én, Magyarországon a TV2 1999 júniusában mutatta be.

## Történet
A történet a századfordulón játszódik. Luz Maria egy ártatlan és tudatlan vidéki lány, akinek egyetlen élő rokona a haldokló édesanyja. Együtt utaznak Limába, meglátogatni Rosa barátnőjét, Modestát, aki be is fogadja őket a házába. Mielőtt meghalna, ágyához hívatja Lucecita apját, Miguel Mendosát, és megesketi, hogy gondját viseli lányuknak. Miguel be is tarja ígéretét, de nem meri bevallani a feleségének, hogy annak idején megcsalta, és van egy lánya, ezért Lucecita cselédként kerül a Mendosa házba. Az ifjú lány nagyon jól érzi magát, főleg Gustavo, a Mendosa lány férje társaságában. A férfi örül a lány jókedvének, és tiszta, ártatlan lényének, mert a felesége, Angelina évek óta megkeseredett, zsémbes nő lett, mióta tolószékbe kényszerült egy baleset miatt. Igazából azonban semmi baja sincsen, csak tetteti a mozgássérültet, mert így akarja maga mellett tudni a férjét. Ebben segítségére van a házi orvosuk is, aki a lány igazi apja, így nem tud tőle semmit sem megtagadni. Gustavo beleszeret Lucecitába, de a lány, hogy ne romboljon szét egy családot, hazautazik, és ott munkát kap a helyi birtokon. Nem tudja, hogy a birtok tulajdonosa nem más, mint Gustavo, aki szintén ide menekül érzései elől. Ám mikor kettesben maradnak, nem tudják tovább titkolni érzéseiket. Lucecita öngyilkosságot kísérel meg, de még idejében érkezik a segítség. Gustavot pedig súlyos önvád marcangolja. Az igazi csapás akkor kezdődik, mikor kiderül, hogy Lucecita gyereket vár.

## Szereplők
| Színész                     | Szerep                                | Magyar hang                                       |
| --------------------------- | ------------------------------------- | ------------------------------------------------- |
| Angie Cepeda                | Luz María 'Lucecita' Camejo           | Szénási Kata                                      |
| Christian Meier             | Gustavo Gonzálvez                     | Rékasi Károly                                     |
| Rosalinda Serfaty           | Angelina Mendoza                      | Kiss Virág                                        |
| Mariela Alcalá              | Mirta Waldez                          | Kocsis Mariann                                    |
| Teddy Guzmán                | Modesta Ludena                        | Zsolnai Júlia                                     |
| Jesús Delaveaux             | Miguel Mendoza                        | Forgács Gábor                                     |
| Flor de María Andrade       | Rosa Camejo                           | Bessenyei Emma                                    |
| Gabriel Anselmi             | Frankie                               | Dózsa Zoltán                                      |
| Tatiana Astengo             | Ofelia                                |                                                   |
| Agustín Benítez             | Dr. Gutiérrez                         | Dobránszky Zoltán                                 |
| Élide Brero                 | María Santander                       | Kassai Ilona                                      |
| Oriana Cicconi              | Maria Rosa (Marita) Gonzalvéz Mendoza |                                                   |
| Antonio Dulzaides           | Álvaro Revoredo                       | Varga T. József                                   |
| Tatiana Espinoza            | Caruca                                | Makay Andrea                                      |
| Javier Echevarría           | José Julián Aldama                    | Selmeczi Roland                                   |
| Martín Farfán               | Amador Espósito                       | Pálfai Péter                                      |
| Orlando Fundichely          | Dr. Sergio Cosío Ludena               | Csőre Gábor                                       |
| Rossana Fernández Maldonado | Lily Aldama                           | Vadász Bea                                        |
| Yvonne Frayssinet           | Cristina Aldama                       | Menszátor Magdolna                                |
| Sergio Galliani             | Enrique                               | Háda János                                        |
| Julio Marcone               | Vicente León                          | Imre István                                       |
| José Enrique Mavila         | Dr. Alejandro Aldama                  | Rosta Sándor                                      |
| Carlos Mesta                | Ricardo                               | Mihályi Győző                                     |
| Zonaly Ruiz                 | Fefa Espósito                         | Zsurzs Kati                                       |
| Vanessa Saba                | Katy                                  | Németh Borbála                                    |
| Katty Serrano               | Laura                                 | Andresz Kati                                      |
| Javier Valdés               | Padre Emilio Gonzalvéz                | Csuja Imre (1. hang) Pusztaszeri Kornél (2. hang) |
| Carlos Victoria             | Pedro Rioja                           | Uri István                                        |
| Sonia Oquendo               | Graciela de Mendoza                   | Csere Ágnes                                       |

### Magyar változat
A szinkront a Masterfilm Digital Kft. készítette.
- Szinkronrendező: Zentai Mária
- Magyar szöveg: Frenkel Gergely